# 游龙戏凤 (1957年美国电影)
《游龙戏凤》 （英語：The Prince and the Showgirl），或译《王子和舞女》，是1957年玛丽莲·梦露和劳伦斯·奥利维尔主演的英国-美国浪漫喜剧电影，奥利维尔同时还担任导演和制片人。其剧本由泰伦斯·拉提根改编自他自己的1953年舞台剧《睡王子》（The Sleeping Prince）。
它在英国很受欢迎，但在美国没有像梦露的其他作品那样受到追捧，但也仍赚得一些利润。

## 剧情
1911年，乔治五世将于6月22日加冕，因此许多名人政要汇聚伦敦，这包括16岁的巴尔干卡帕西亚（Carpathia，虚构国家）国王尼古拉斯八世、他的父亲摄政王查尔斯和他丧夫的外祖母（人物原型是米哈伊一世、卡羅爾二世、玛丽）。
由于一战爆发，英国政府希望搞好和卡帕西亚的关系，并派出公务员诺斯布鲁克。诺斯布鲁克带摄政王去看音乐剧《椰子女孩》，并在后台见到了演员。摄政王对女演员埃尔希·玛丽娜（Elsie Marina）很感兴趣，邀请她到大使馆吃饭，由此发生一段感情。